# Johannes von Dohnanyi
Johannes von Dohnanyi (* 1952 in New Haven, Connecticut, USA) ist ein deutsch-amerikanischer Auslandskorrespondent, Journalist und Autor.

## Leben
Dohnanyi wurde 1952 als Sohn von Klaus von Dohnanyi und seiner ersten Ehefrau Renée geb. Illing (1926–1958) geboren. Nach dem Abitur an der Odenwaldschule studierte er Wirtschaftswissenschaften an der Johann Wolfgang Goethe-Universität Frankfurt am Main und machte dort auch seinen Abschluss. 
1978 begann er als freier Auslandskorrespondent in Rom, u. a. für Stern, Die Zeit, ARD Radio und Fernsehen. 1984 wechselte er als Auslandskorrespondent für Die Weltwoche, Zürich in Rom (bis 1988), Singapur (bis 1995), Bangkok (bis 1998), Mailand/Balkan (bis 2002). 2003 wurde Johannes von Dohnanyi freier Auslandskorrespondent mit Sitz in Mailand, u. a. für Spiegel-TV, Tagesspiegel, Frankfurter Rundschau, ARD-Radio etc. Seit 2004 Ressortleiter Ausland, SonntagsBlick, Zürich. 
2005/2006 war Dohnanyi zusammen mit dem Journalisten Bruno Schirra (* 1958) in die „Cicero-Affäre“ verwickelt. Dabei wurde ihnen vom Generalbundesanwalt beim Bundesgerichtshof Geheimnisverrat vorgeworfen, weil sie in einem Artikel über den irakischen Terroristen Abu Musab az-Zarqawi vertrauliche Akten des Bundeskriminalamtes zitierten. Sie gaben jedoch unter Berufung auf die Pressefreiheit und den Informantenschutz ihre Quellen nicht preis. Am 17. Juli 2006 lehnte das Amtsgericht Potsdam die Eröffnung eines Verfahrens wegen „Beihilfe zum Geheimnisverrat“ gegen Schirra und Dohnanyi ab.
Dohnanyi engagierte sich seit 2010 im Aufklärungsprozess um sexuellen Missbrauch an der Odenwaldschule.

## Familie
Sein Vater ist Klaus von Dohnányi, der zwischen 1972 und 1974 Bundesminister für Bildung und Wissenschaft und von 1981 bis 1988 Erster Bürgermeister der Hansestadt Hamburg war. Sein Onkel ist der Dirigent Christoph von Dohnanyi. Sein Cousin ist der deutsche Film- und Fernsehschauspieler Justus von Dohnányi. Sein Großvater war der von den Nazis hingerichtete Widerstandskämpfer Hans von Dohnanyi. Sein Großonkel, Bruder der Großmutter (Christine Bonhoeffer) war der bekannte Theologe Dietrich Bonhoeffer. Zu seinen Urgroßvätern gehören der ungarische Komponist Ernst von Dohnányi und der deutsche Neurologe und Psychiater Karl Bonhoeffer.

## Schriften
- Elisabeth Badinter, Johannes von Dohnanyi, Cornelia Filter und Wilhelm Heitmeyer: Die Gotteskrieger und die falsche Toleranz. Kiepenheuer & Witsch, 2002, ISBN 978-3462031058.
- Johannes von Dohnanyi, Germana von Dohnanyi: Schmutzige Geschäfte und heiliger Krieg. Al-Qaida in Europa. Pendo, 2002, ISBN 978-3858424808.
- Johannes von Dohnanyi, Christian Moeller: The Impact of Media Concentration on Professional Journalism OSCE RFOM, Vienna 2003.